# Robidog

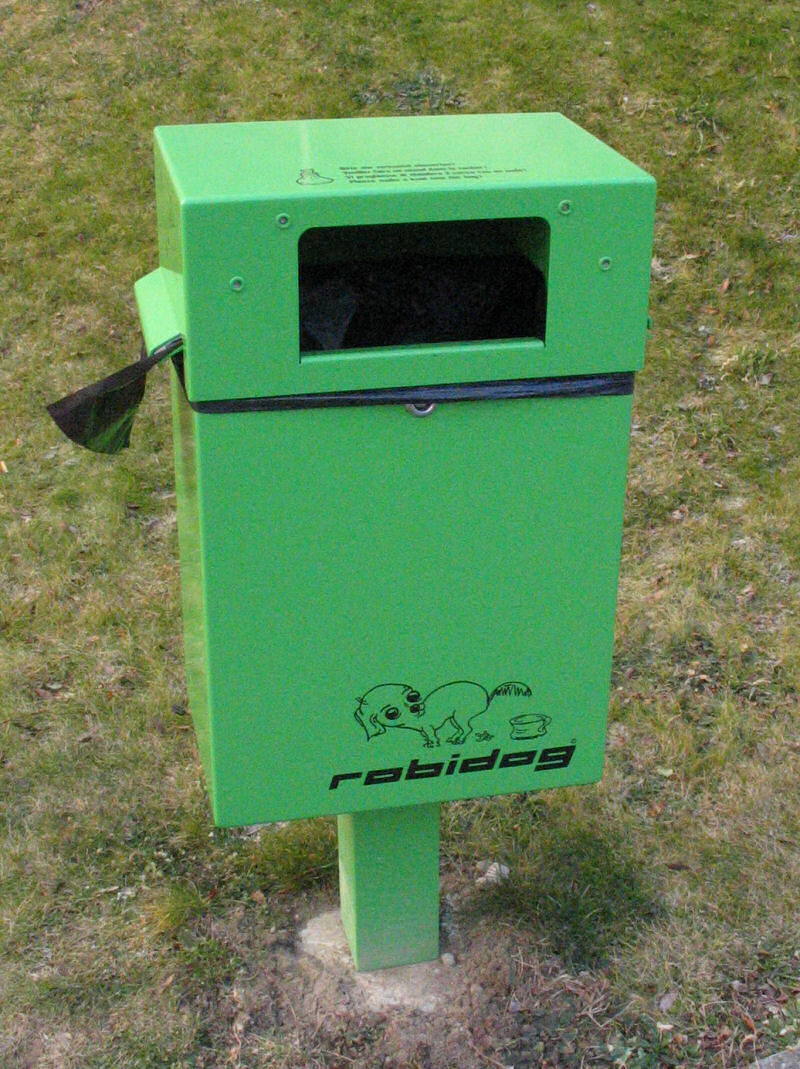
Robidog-Hundetoilette erster Generation

Robidog-Säckli

Die ROBI AG ist ein in Wallbach in der Schweiz ansässiges Unternehmen, das Produkte für die kommunale Abfallentsorgung entwickelt und europaweit vertreibt. Der Grundstein wurde 1981 mit der Erfindung der Hundetoilette «ROBIDOG» durch Joseph Rosenast und Heinrich Bisaz gelegt. Der Name ist ein Mischkurzwort aus den ersten beiden Silben der Nachnamen der beiden Erfinder und der englischen Bezeichnung für Hund. Robidog ist in der Schweiz ein Deonym für Hundekotbeutelspender. Hundekotbeutel werden als Robidog-Säckli bezeichnet.

## Geschichte
1981 liesen Rosenast und Bisaz das System in der Schweiz patentieren, 1982 in Europa. Gleichzeitig wurde der Name ROBIDOG international als Marke registriert. Joseph Rosenast, der 1987 mit dem ROBIDOG die Silbermedaille an der Genfer Erfindermesse gewann, starb 2008. Die Robidog AG wurde verkauft und der Geschäftssitz von Thun nach Zeiningen verlegt. 2014 erfolgte die Umfirmierung in ROBI AG und die Sitzverlegung nach Wallbach.
Bis Ende 2008 wurden über 40.000 Behälter an weit über 2000 Gemeinden verkauft. Die grünen Hundetoiletten sind in der Schweiz in grosser Stückzahl aufgestellt, da dort Hundebesitzer schon lange der Pflicht nachkommen müssen, den Kot zu entfernen und entsprechend zu entsorgen. Gesetzesänderungen und ein Umdenken in der Bevölkerung haben zur Folge, dass Hundetoiletten seit einiger Zeit vermehrt auch in anderen Ländern aufgestellt werden.

## Trivia
Entlang dem Barfussweg im Thurgau hat der Robidog-Abfalleimer auch die Bezeichnung Robi People bekommen, denn die Wanderer sollen auch ihre persönlichen Häufchen im Wald umweltgerecht entsorgen können.